# Kryptophanaron alfredi
El ojo de linterna atlántico es la especie Kryptophanaron alfredi, la única del género monoespecífico Kryptophanaron, un pez marino de la familia anomalópidos distribuido por la costa oeste del océano Atlántico, desde Florida a Brasil, incluyendo mar Caribe, golfo de México y las islas Caimán. No se comercializa.

## Anatomía
Con el cuerpo comprimido de color marrón-chocolate muy oscuro, la longitud máxima descrita fue de 12,5 cm. Tiene de dos a cuatro espinas en la aleta dorsal y 3 espinas en la anal.
Tienen una cabeza muy grande y un órgano que produce luminiscencia debajo de cada ojo, que produce una luz amarilla muy brillante.

## Hábitat y biología
Vive pegado al fondo marino en aguas tropicales, a una profundidad entre 25 y 200 metros. Habita las zonas de fuerte pendiente. Por sus hábitos nocturnos y la profundidad a la que vive, sólo se le ha podido observar en las noches sin luna. Se desplaza a aguas profundas durante el día y asciende a cerca de la parte superior de la zona baja de mareas por la noche, para cazar.